# 拓跋範
拓跋範（？—447年），魏明元帝拓跋嗣之子，生母慕容夫人，北魏宗室、官员。

## 生平
拓跋範於泰常七年（422年）封為樂安王。拓跋範為人雅性沉厚。魏太武帝以長安的地位重要，于延和二年正月丙寅（433年3月3日）任命拓跋範出任假节、加侍中、都督秦雍泾梁益五州诸军事、卫大将军、仪同三司，镇守长安。拓跋範謙恭而向厚待下屬，推心撫納，為百姓所稱讚。當時長安一帶剛被寇賊蹂躪，流亡者眾多，拓跋範便奏請行易簡之禮儀，太武帝接納其建議。於是遂寬減徭役，與民休息。太平真君四年九月辛丑（443年10月12日），魏太武帝亲帅大军到达大漠以南，准备进攻柔然，九月甲辰（443年10月15日），北魏军队舍弃军事物资，以轻骑兵袭击柔然，将军队分为四路，乐安王拓跋范和建宁王拓跋崇各统帅十五名将领出东道，乐平王拓跋丕统帅十五名将领出西道，魏太武帝出中道，中山王拓跋辰统帅十五名将领作为中军后续部队。太平真君五年（444年），拓跋範因有聽聞劉潔之謀而不報告，事件被揭發。拓跋范于太平真君八年（447年）八月因疾病暴薨，谥号宣。

## 家庭

### 子女
- 拓跋良，北魏卫大将军、内都大官、乐安简王
- 拓跋苌生，没有做官[12]
- 元某，北魏使持节、征虏将军、齐洛二州刺史，元悫之父

## 延伸阅读
[在维基数据编辑]
 《魏書·卷17》，出自魏收《魏书》
 《北史·卷016》，出自李延壽《北史》